# ISO 3166-2:ER
ISO 3166-2:ER is een ISO-standaard met betrekking tot de zogenaamde geocodes. Het is een subset van de ISO 3166-2 tabel, die specifiek betrekking heeft op Eritrea. 
De gegevens werden tot op 26 november 2018 geüpdatet op het ISO Online Browsing Platform (OBP). Hier worden 6 regio’s - region (en) / région (fr) / minţaqah (ar) / zoba (ti) - gedefinieerd.
Volgens de eerste set, ISO 3166-1, staat ER voor Eritrea, het tweede gedeelte is een tweeletterige code.

## Codes
| Code  | Arabisch                  | Tigrinya                |
| ----- | ------------------------- | ----------------------- |
| ER-MA | Al Awsaţ                  | Ma’ĭkel                 |
| ER-DU | Al Janūbī                 | Debub                   |
| ER-AN | Ansabā                    | ‘Anseba                 |
| ER-DK | Janūbī al Baḩrī al Aḩmar  | Debubawi K’eyyĭḥ Baḥri  |
| ER-GB | Qāsh-Barkah               | Gash-Barka              |
| ER-SK | Shimālī al Baḩrī al Aḩmar | Semienawi K’eyyĭḥ Baḥri |